# Font del Manyo
La font del Manyo és una font natural situada a la confluència del torrent de les Costes i el torrent de la Salamandra, molt a prop de l'ermita de Sant Medir, al municipi de Sant Cugat del Vallès. D'un frontal de pedra surten dos tubs, un dels quals raja aigua abundant, tot i que és possible trobar-la del tot seca. Al frontal hi ha la inscripció: S. Medi Maño 1964. La font brolla arran mateix de la riera de Sant Medir, i gràcies a una plataforma de fusta calada sobre la mateixa riera, es pot accedir a la font.